# Lysings och Göstrings tingslag
Lysings och Göstrings tingslag var ett tingslag i Östergötlands län i Lysings och Göstrings domsaga. Det bildades 1919 av Lysings tingslag och Göstrings tingslag och upplöstes 1 januari 1924 då dess verksamhet överfördes till Mjölby domsagas tingslag.

## Ingående områden
Tingslaget omfattade Lysings härad och Göstrings härad.